# Abe Vigoda

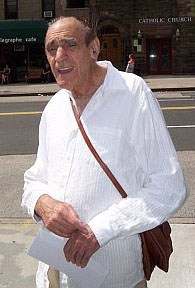
Abe Vigoda (2007)

Abraham Charles „Abe“ Vigoda (* 24. Februar 1921 in Brooklyn, New York City, New York; † 26. Januar 2016 in Woodland Park, New Jersey) war ein US-amerikanischer Schauspieler.

## Leben
Abe Vigoda wurde 1921 als Sohn zweier jüdischer Emigranten aus Russland, Lena und Samuel Vigodah, in Brooklyn geboren. Bereits in seiner Jugend arbeitete er als Theaterschauspieler und spielte später unter anderem in einigen Broadway-Produktionen. Bekanntheit als Filmschauspieler erlangte er mit seiner Rolle als Gangster Sal Tessio im Mafiaepos Der Pate aus dem Jahr 1972. Obwohl seine Figur am Ende dieses Filmes stirbt, ist er erneut als Sal Tessio in einer Rückblende von Der Pate – Teil II zu sehen. Später spielte er Detective Sgt. Fish in der US-Fernsehserie Barney Miller, für die er 1976, 1977 und 1978 für einen Emmy nominiert wurde. Danach spielte er in dessen Spin-off Fish. Zuvor hatte er einige Auftritte in der ABC-TV-Soap Dark Shadows.
Vigoda trat regelmäßig in der NBC-Show Late Night with Conan O’Brien als er selbst auf. 2006 übernahm Vigoda wieder die Rolle des Tessio im Videospiel von Der Pate. Seine letzte Rolle spielte Vigoda im Jahre 2014 im Film Sweet Destiny.
Vigoda erlebte 1999 eine lebensgefährliche Situation. Beim Flug 180 der American Airlines von San Diego nach New York City explodierte eine Druckluftleitung in der Fluggastkabine. Sauerstoffmasken wurden herabgelassen und das Flugzeug machte eine Notlandung in Palm Springs. Er und fünf weitere Fluggäste wurden als „leicht verletzt“ gelistet.
Der Schauspieler war zweimal verheiratet, seit dem Tod seiner Frau Beatrice Schy im Jahre 1992 war er verwitwet. Abe Vigoda starb am 26. Januar 2016 im Alter von 94 Jahren im Haus seiner Tochter Carol in Woodland Park, New Jersey.

## Falsche Todesberichte
1982 erhielt Abe Vigoda zusätzliche mediale Aufmerksamkeit, als das US-amerikanische People Magazine ihn fälschlicherweise für tot erklärte. Vigoda nahm diesen Fehler mit Humor und ließ sich in einem Sarg sitzend mit dem Magazin in der Hand fotografieren. Nachdem es auch später noch weitere fälschliche Meldungen über seinen Tod gab, wurde sein irrtümlicher Tod im amerikanischen Raum zu einem beliebten Running Gag. Im Mai 2001 erstellte Greg Galcik die Website abevigoda.com, welche anzeigte, ob Abe Vigoda momentan lebendig oder tot war. 2002 nahm Greg Galcik den Song Abe Vigoda’s Dead („Abe Vigoda ist tot“) auf, eine Parodie an Bela Lugosi’s Dead von der Gothic-Rock-Band Bauhaus. 2004 brachte der Programmierer Bob Vesterman die „Abe Vigoda Status“ Erweiterung für den Mozilla-Firefox-Webbrowser heraus, sodass die Firefox Statusbar anzeigt, ob Vigoda tot oder lebendig ist. Diese Erweiterung wurde bekannt, besonders nachdem sie auf der Internetseite fark.com veröffentlicht wurde. Der unerwartet hohe Datenverkehr ließ Vestermans Internetseite abstürzen. Seit 2006 ist die Erweiterung nicht mehr verfügbar und nicht funktionstüchtig. Die Internetseite zu dem PC-Spiel They Came From Hollywood, ein Spiel, das für ständige Verzögerungen bekannt ist, benutzte Abe Vigodas Status, um den Fans anzuzeigen, ob Entwicklungen am Spiel abgebrochen wurden oder nicht.

## Filmografie (Auswahl)

### Kino
- 1965: Drei Zimmer in Manhattan (Trois chambres à Manhattan)
- 1972: Der Pate (The Godfather)
- 1973: Der Don ist tot (The Don Is Dead)
- 1974: Der Pate – Teil II (The Godfather Part II)
- 1974: Auf eigene Gefahr (Newman’s Law)
- 1978: Der Schmalspurschnüffler (The Cheap Detective)
- 1984: Auf dem Highway ist wieder die Hölle los (Cannonball Run II)
- 1985: Stuff – Ein tödlicher Leckerbissen (The Stuff, Cameoauftritt)
- 1986: Vasectomy: A Delicate Matter
- 1988: Keaton’s Cop
- 1988: Plain Clothes – Mord in der Highschool (Plain Clothes)
- 1989: Kuck mal, wer da spricht! (Look Who’s Talking)
- 1989: Jessica und das Rentier (Prancer)
- 1990: Joe gegen den Vulkan (Joe Versus the Volcano)
- 1993: Fist of Honor
- 1993: Mein Freund, der Entführer (Me and the Kid)
- 1993: Batman und das Phantom (Batman: Mask of the Phantasm, Stimme)
- 1994: Weihnachten mit Großvater (Home of Angels)
- 1994: Sugar Hill
- 1994: North
- 1995: Misery Brothers
- 1995: Chaos! Schwiegersohn Junior im Gerichtssaal (Jury Duty)
- 1996: Liebe und andere … (Love Is All There Is)
- 1996: Vatertag – Ein guter Tag zum Sterben (Underworld)
- 1997: Me and the Gods
- 1997: In den Straßen von Brooklyn (A Brooklyn State of Mind)
- 1997: Good Burger – Die total verrückte Burger-Bude (Good Burger)
- 1999: Ticket to Love (Just the Ticket)
- 2000: Tea Cake or Cannoli
- 2003: Crime Spree – Ein gefährlicher Auftrag (Crime Spree)
- 2004: Chump Change
- 2006: Frankie the Squirrel

### Fernsehen
- 1969: Dark Shadows (Fernsehserie, 3 Folgen)
- 1973: Tochter des Teufels (The Devil’s Daughter)
- 1973: Toma (Fernsehserie, 2 Folgen)
- 1974: The Story of Pretty Boy Floyd
- 1974: Hawaii Fünf-Null (Fernsehserie, 1 Folge)
- 1974: Einsatz in Manhattan (Fernsehserie, 1 Folge)
- 1975–1977/1981: Barney Miller (Fernsehserie, 61 Folgen)
- 1976: Having Babies
- 1977–1978: Fish (Fernsehserie, 35 Folgen)
- 1978: The Comedy Company
- 1978: Achtung, Schürzenjäger! (How to Pick Up Girls!)
- 1979: Die Todesfalle auf dem Highway (Death Car on the Freeway)
- 1979: Love Boat (Fernsehserie, 1 Folge)
- 1981: The Big Stuffed Dog
- 1989: California Clan (Fernsehserie, 7 Folgen)
- 1990: MacGyver (Fernsehserie, 1 Folge)
- 1991: Mord ist ihr Hobby (Fernsehserie, 1 Folge)
- 1993: Lucky Luke (Fernsehserie, 8 Folgen)
- 1996: Law & Order (Fernsehserie)
- 1998: The Mob – Der Pate von Manhattan (Witness to the Mob)